# Champigneul-sur-Vence
 Champigneul-sur-Vence  es una población y comuna francesa, en la región de Champaña-Ardenas, departamento de Ardenas, en el distrito de Charleville-Mézières y cantón de Flize.
Está integrada en la Communauté de communes des Crêtes Préardennaises.

## Demografía
| 81 | 81 | 69 | 61 | 87 | 105 |
| Para los censos de 1962 a 1999 la población legal corresponde a la población sin duplicidades (Fuente: INSEE [Consultar]) |    |    |    |    |     |